# توپلیتسه
توپلیتسه (به لهستانی: Tuplice}} یک روستا در لهستان است که در گمینا توپلیتسه واقع شده‌است. توپلیتسه ۱٬۵۰۰ نفر جمعیت دارد.